# 內布拉斯加峰
80°4′S 159°30′E / 80.067°S 159.500°E
內布拉斯加峰（英語：Nebraska Peaks）是南極洲的山峰，位於奧次地，處於高西倫冰川以東，屬於不列顛嶺的一部分，以內布拉斯加大學林肯分校命名，現時由南極條約體系管理。